# 공신부인
공신부인 한씨(恭愼夫人 韓氏, 1410년 음력 4월 9일 ~ 1483년 음력 5월 18일)는 조선 출신의 명나라 후궁이다. 조선에서 명나라에 바친 공녀로, 선덕제의 후궁이 되었다. 한확의 누이이며 소혜왕후의 고모이다. 이름은 계란(桂蘭)이다.

## 생애
1410년(태종 10년) 음력 4월 9일 청주 한씨 한영정(韓永矴)과 그 부인 김씨의 3남 2녀 중 차녀로 태어났다. 공신부인의 어머니 김씨는 좌명공신(佐命功臣) 승녕부사(承寧府事)를 지내고 양소공(襄昭公)의 시호를 받은 의성 김씨 김영렬(金英烈)의 딸이다. 한편 한확은 공신부인의 오빠이며, 한확의 딸로 의경세자(덕종)의 부인이자 성종의 모후인 소혜왕후는 공신부인의 친조카이다. 또 공신부인의 친언니도 일찍이 명나라에 공녀로 바쳐져 영락제의 후궁이 되었는데, 흔히 여비 한씨(麗妃 韓氏)로 알려져 있다. 여비는 영락제의 황후인 인효문황후 서씨가 죽은 후 명나라 내명부를 총괄하기도 하였다.
공신부인은 1427년(조선 세종 9년, 명나라 선덕 2년) 세종에 의해 명나라에 바쳐질 공녀로 선발되어 명나라에 들어갔으며, 이때 명나라의 제5대 황제인 선덕제의 후궁이 되었다. 그녀의 언니인 여비 한씨는 1424년(조선 세종 6년, 명나라 영락 22년) 영락제 사후 곧바로 순장되었는데, 이 때문에 공신부인이 명나라로 떠날 때 이를 호종하던 한확과 그녀를 보고 당시 사람들은 "그 언니가 순장을 당한 것도 애석한데, 이제 또 떠나는구나."라며 이들을 "생송장(生送葬)"이라고 불렀다고 한다.
그러나 공신부인은 남편 선덕제 사후에도 정통제(영종), 경태제(대종), 성화제(헌종) 등 57년간 4대의 황제를 섬기다가, 1483년(조선 성종 14년, 명나라 성화 19년) 음력 5월 18일 병으로 인해 향년 74세를 일기로 사망하였다. 그녀가 죽자 성화제는 매우 슬퍼하여 태감 왕거(王琚)를 보내어 백금(白金)과 옷감 등을 하사하고, 시호를 공신(恭愼)이라고 하였다. 이때 명나라 황태후를 비롯한 여러 황실에서 그녀에게 조의를 표하고, 이 해 음력 6월 21일 북경 서쪽 향산(香山)에 장사를 지냈다.

## 가족 관계
- 조부 : 한녕(韓寧, 생몰년 미상)
  - 아버지 : 한영정 (韓永矴, 생몰년 미상)
- 외조부 : 김영렬 (金英烈, ? ~ 1404년)
  - 어머니 : 정경부인 김씨 (貞敬夫人 金氏, 생몰년 미상)
    - 오빠 : 한확
      - 조카 : 한치인 (韓致仁, 1421년 ~ 1477년)
      - 조카 : 한치의 (韓致義, 1440년 ~ 1473년)
      - 조카 : 한치례 (韓致禮, 1441년 ~ 1499년)
      - 조카 : 첨지중추부사(僉知中樞府事) 이계녕(李繼寧)의 처
      - 조카 : 정선군부인 한씨 (旌善郡夫人 韓氏, 생몰년 미상) - 세종의 서자 계양군의 처
      - 조카 : 현령(縣令) 김자완(金自琓)의 처
      - 조카 : 동지중추부사(同知中樞府事) 최정(崔侹)의 처
      - 조카 : 사직(司直) 권집(權輯)의 처
      - 조카 : 덕종의 왕비 소혜왕후 한씨 - 성종 등의 모후

    - 오빠 : 한전 (韓磌, 1408년 ~ 1447년)
    - 남매 : 한질 (생몰년 미상)
      - 조카 : 한치형

    - 언니 : 명나라 영락제의 비 여비 한씨 (麗妃 韓氏, 생몰년 미상)
- 형부&시조부 : 명나라의 제3대 황제 성조 영락제
  - 시아버지 : 명나라의 제4대 황제 인종 홍희제
    - 남편 : 명나라의 제5대 황제 선종 선덕제

## 같이 보기
- 여비 한씨
- 소혜왕후
- 한확
- 한치형
- 한명회